# Urgunge Onon
Urgunge Onon (mongol (écriture cyrillique) : Онон Өргөнгөө, ᠣᠨᠣᠨ
ᠥᠷᠭᠦᠩᠭᠡᠨ), né au 11e jour du 11e mois lunaire de 1919, en Mongolie-Intérieure (en République de Chine (1912-1949)), et décédé en décembre 2015, est un historien et mongoliste mongol daur. Il est le cofondateur du « Mongolia and Inner Asia Studies Unit » (MIASU) de l'Université de Cambridge. Il est également professeur honoraire à l'Université d'État de Mongolie

## Biographie
Né Urgunge, du clan des Onon, au 11e jour du 11e mois lunaire de 1919, dans un petit village, au Nord-Est de la Mongolie-Intérieure (alors en République de Chine (1912-1949)). Le peuple de ce clan chassait et cultivait près de la limite avec la Mandchourie et ont conserverés certaines coutumes et dialecte de la culture mongole.
Jeune, il pratiquait les trois sports traditionnels mongols que sont la lutte, la chasse (à l'arc) et la course de chevaux, mais a également acquis une compréhension intuitive des rituels et pratiques chamaniques qui survivaient encore dans son aire native, à cette époque.
La guerre et le banditisme sont omniprésents dans la région, capturé par des bandits, lorsqu'il est libéré, les Japonais en place dans la région le financent pour étudier à Tsitsihar dans une école japonaise. Il apprend le japonais, puis part pour le Japon et obtient un diplôme à l'Université de Tokyo en 1944.

## Publications

### Ouvrages
- (en) Urgunge Onon, My childhood in Mongolia, Londres, Oxford University Press, 1972, 112 p. (ISBN 978-0-19-917022-7, OCLC 651282)
- (en) Urgunge Onon, Mongolian heroes of the twentieth century, New York, AMS Press, 1976 (OCLC 568121936)
- (en) Urgunge Onon (trad. Urgunge Onon), The Secret history of the Mongols : The Life and Times of Chinggis Khan, London ; New York, RoutledgeCurzon, 2001, 298 p. (ISBN 0-7007-1335-2, lire en ligne)
- (en) Peter Jackson, « Onon Urgunge (ed. and tr.): The history and the life of Chinggis Khan (The Secret History of the Mongols). xix, 183 pp. Leiden: E. J. Brill, 1990. Guilders 95. », Bulletin of the School of Oriental and African Studies, School of Oriental and African Studies, University of London, vol. 56, no 1,‎ février 1993, p. 165 (DOI 10.1017/S0041977X00002081, lire en ligne)
- (en) Caroline Humphrey et Urgungge Onon, Shamans and elders : experience, knowledge, and power among the Daur Mongols, Oxford, New Yotk, Clarendon Press, coll. « Oxford studies in social and cultural anthropology », 2003 (ISBN 978-0-19-828068-2, OCLC 56085558)
- (en) Urgunge Onon, My Mongolian world : from Onon Bridge to Cambridge, Folkstone, Global Oriental Ltd., 2006, 147 p. (ISBN 978-1-901903-39-3, OCLC 466571826)

### Articles
- (en) Paul D Buell, Magsarzhavyn Sanjdorj (Магсаржавын Санждорж) et Urgunge Onon, « Manchu Chinese colonial rule in northern Mongolia », The Journal of Asian Studies, London, C. Hurst, vol. 41, no 2,‎ février 1982, p. 343 (ISSN 0021-9118, OCLC 5167888945)